# King Kamehameha
King Kamehameha (2001-2019), en japonais キングカメハメハ, est un cheval de course japonais, membre du Hall of Fame des courses japonaises, meilleur 3 ans japonais en 2004, et deux fois tête de liste des étalons. 

## Carrière de courses
Conçu aux États-Unis, mais né au Japon où sa mère, pleine, a été importée après avoir fait grimper les enchères à $ 600 000 aux ventes de Keeneland, King Kamehameha passe aux ventes de foals à l'automne 2021 où l'homme d'affaires et propriétaire Kaneko Makoto débourse ¥ 78 000 000 (environ 750 000 €) pour l'acquérir. Le poulain débute deux ans plus tard à Kyoto et s'impose d'emblée. Une victoire bonifiée un mois plus tard dans une course à conditions à Hanshin. King Kamehameha n'aura pas eu le temps d'affronter les meilleurs de ses congénères, mais ses deux succès, convaincants, font naître de grandes espérances pour la saison classique. 
Celle-ci ne seront pas déçues, et pourtant King Kamehameha perd son invincibilité pour sa première apparition au niveau des groupes dans le Keisei Hei. Mais ce sera l'unique défaite de sa carrière. Car ensuite il ne fait que monter en puissance. Après une victoire dans une course à conditions devant Admire Japan, futur poulain classique, il rattaque les groupes et cette fois s'impose dans le Mainichi Hai. Étonnamment, plutôt que tenter la Triple Couronne japonaise dont la première manche, le Satsuki Shō, se déroule mi-avril, King Kamehameha est dirigé vers la NHK Mile Cup, où il franchit encore un cap en devenant lauréat de groupe 1. 
Mais le destin de King Kamehameha est bien classique et le poulain se présente au départ du Tokyo Yushun, le Derby japonais. Il doit y affronter Daiwa Major, le vainqueur du Satsuki Shō, pour le titre de meilleur poulain de la génération. Mais il n'y a pas de match, King Kamehameha s'impose devant le bon mais parfois inconstant Heart's Cry, devient le premier auteur du doublé NHK Mile Cup / Derby, et pulvérise le record de l'épreuve en 2'23"30. Désormais leader incontesté des 3 ans, il court une dernière fois avant la trêve estivale dans le Kobe Shimbun Hai et remporte son septième succès en huit courses. Le dernier aussi, une blessure au tendon le contraignant à mettre un terme à sa carrière. Éternels regrets. Et, pour se consoler un peu, un titre de meilleur 3 ans de l'année.  

### Résumé de carrière
| Date        | Hippodrome  | Pays        | Course           | Statut      | Distance    | Jockey          | Place       | Écart       | Vainqueur ou deuxième |
| 2003, 2 ans | 2003, 2 ans | 2003, 2 ans | 2003, 2 ans      | 2003, 2 ans | 2003, 2 ans | 2003, 2 ans     | 2003, 2 ans | 2003, 2 ans | 2003, 2 ans           |
| ----------- | ----------- | ----------- | ---------------- | ----------- | ----------- | --------------- | ----------- | ----------- | --------------------- |
| 16 novembre | Kyoto       | Japon       | Inédits          |             | 1 800 m     | Katsumi Ando    | 1er / 12    |             | Universal             |
| 13 décembre | Hanshin     | Japon       | Erica Sho        |             | 2 000 m     | Yutaka Take     | 1er / 12    |             | Great Basin           |
| 2004, 3 ans |             |             |                  |             |             |                 |             |             |                       |
| 18 janvier  | Nakayama    | Japon       | Keisei Hei       | Gr. 3       | 2 000 m     | Dario Vargiu    | 3e / 10     |             | Focal Point           |
| 29 février  | Hanshin     | Japon       | Sumire Stakes    |             | 2 200 m     | Katsumi Ando    | 1er / 7     |             | Admire Japan          |
| 27 mars     | Nakayama    | Japon       | Mainichi Hai     | Gr. 3       | 2 000 m     | Yuichi Fukunaga | 1er / 8     |             | Shell Game            |
| 9 mai       | Tokyo       | Japon       | NHK Mile Cup     | Gr. 1       | 1 600 m     | Katsumi Ando    | 1er / 18    | 5           | Cosmo Sunbeam         |
| 30 mai      | Tokyo       | Japon       | Tokyo Yushun     | Gr. 1       | 2 400 m     | Katsumi Ando    | 1er / 18    | 1 ½         | Heart's Cry           |
| 26 juin     | Hanshin     | Japon       | Kobe Shimbun Hai | Gr. 2       | 2 000 m     | Katsumi Ando    | 1er / 13    | 1 ¼         | Keiai Guard           |

## Au haras

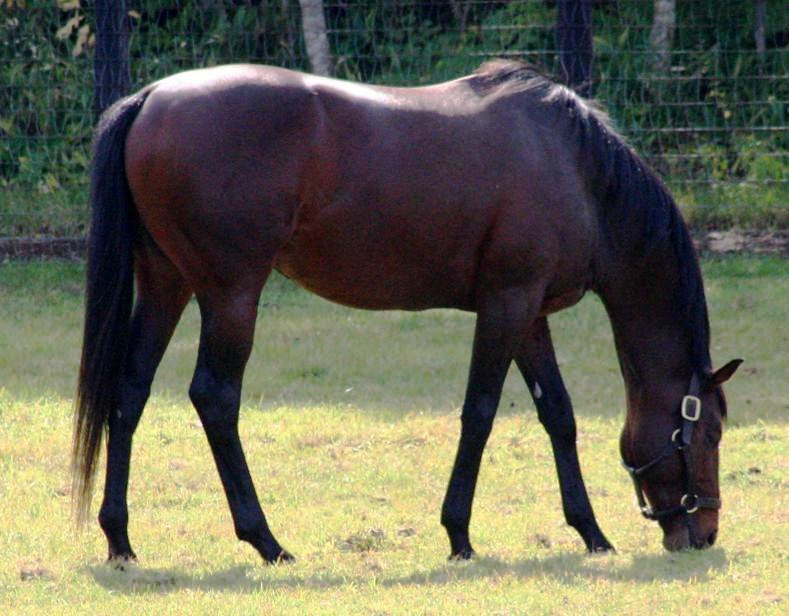
King Kamehameha en 2008

Syndiqué sur la base de 19 millions de dollars, un record à l'époque pour un cheval entraîné au Japon, King Kamehameha intègre Shadai Farm et ne tarde pas à s'affirmer comme l'un des meilleurs sires du pays, terminant déjà tête de liste des étalons de première production. Tête de liste des étalons au Japon en 2010 et 2011, il deviendra en quelque sorte le chaînon manquant entre le règne de Sunday Silence (13 fois tête de liste entre 1995 et 2007), et celui du fils de ce dernier, Deep Impact (11 titres entre 2012 et 2022) et surtout la principale alternative à leur sang, tout en combinant très bien avec eux. Il aurait pu faire davantage d'ombre à ce dernier (dont il sera le dauphin de 2012 à 2018) s'il n'avait connu des problèmes de santé limitant sa production.
Parmi ses meilleurs produits, on peut citer (avec le nom du père de mère entre parenthèses) : 
- Lord Kanaloa (Storm Cat): Sprinters Stakes (x2), Hong Kong Sprint (x2), Takamatsunomiya Kinen, Yasuda Kinen, Cheval de l'année au Japon (2013), membre du Hall of Fame.
- Duramente (Sunday Silence) : Satsuki Shō, Tokyo Yūshun. 3 ans de l'année (2015)
- Rey de Oro (Symboli Kris S) : Tokyo Yūshun, Tenno Shō (automne), 3 ans de l'année (2017), cheval d'âge de l'année (2018)
- Apapane (Salt Lake) : Hanshin Juvenile Fillies, Triple couronne des pouliches (Oka Shō, Yūshun Himba, Shūka Shō), Victoria Mile, 2 ans de l'année (2009), 3 ans de l'année (2010)
- Rose Kingdom (Sunday Silence) : Asahi Hai Futurity Stakes, Japan Cup, 2 ans de l'année (2009)
- Lovely Day (Dance in The Dark) : Takarazuka Kinen, Tenno Shō (automne), cheval d'âge de l'année (2015)
- Leontes (Special Week) : Asahi Hai Futurity Stakes, 2 ans de l'année (2015)
- Stunning Rose (Kurofune) : Shūka Shō, Queen Elizabeth II Cup
- Rulership (Tony Bin) : Queen Elizabeth II Cup
- Belshazzar (Sunday Silence) : Japan Cup Dirt
- Let's Go Donki (Marvelous Sunday) : Oka Shō
- Mikki Rocket (Pivotal) : Takarazuka Kinen

Comme père de mère, on lui doit la championne Daring Tact (par Epiphaneia), qui remporte la Triple couronne des pouliches, Blast Onepiece (par Harbinger), lauréat de l’Arima Kinen, Wagnerian (par Deep Impact), lauréat du Tokyo Yūshun, Cervinia (par Harbinger), autrice du doublé Yūshun Himba / Shūka Shō, ou encore le globe-trotter Ushba Tesoro, vainqueur de la Dubaï World Cup.
Retiré de la monte en 2019, King Kamehameha s'éteint quelques jours après son grand rival au stud Deep Impact, son cadet d'un an, qui aurait pu être aussi son rival en piste si le sort en avait décidé autrement. Il est élu au Hall of Fame des courses japonaises en 2024.   

## Origines
King Kamehameha est l'un des meilleurs continuateurs au stud du grand étalon Kingmambo.
La mère, Manfath, est issu de l'élevage Shadwell, mais n'a rien montré en piste. Les 600 000 dollars déboursés par la famille Yoshida (Shadai Farm) aux ventes de Keeneland s'expliquent aisément : son premier produit, The Deputy (par Petardia), a remporté le Santa Anita Derby au printemps avant de se blesser dans le Kentucky Derby. Elle est donc mère de deux vainqueurs de groupe 1, mais le reste de sa production n'a guère brillé. On note dans le pedigree de King Kamehameha sa troisième mère, The Dancer, qui s'était classée troisième des Oaks en 1980. À la génération précédente on trouve Khazaeen, la sœur de Runaway Bride, mère du champion et grand étalon Blushing Groom.

### Pedigree
| Origines de King Kamehameha (JPN), mâle bai né en 2001 | Origines de King Kamehameha (JPN), mâle bai né en 2001 | Origines de King Kamehameha (JPN), mâle bai né en 2001 | Origines de King Kamehameha (JPN), mâle bai né en 2001 |
| ------------------------------------------------------ | ------------------------------------------------------ | ------------------------------------------------------ | ------------------------------------------------------ |
| Père Kingmambo 1990                                    | Mr. Prospector 1970                                    | Raise A Native                                         | Native Dancer                                          |
| Père Kingmambo 1990                                    | Mr. Prospector 1970                                    | Raise A Native                                         | Raise You                                              |
| Père Kingmambo 1990                                    | Mr. Prospector 1970                                    | Gold Digger                                            | Nashua                                                 |
| Père Kingmambo 1990                                    | Mr. Prospector 1970                                    | Gold Digger                                            | Sequence                                               |
| Père Kingmambo 1990                                    | Miesque 1984                                           | Nureyev                                                | Northern Dancer                                        |
| Père Kingmambo 1990                                    | Miesque 1984                                           | Nureyev                                                | Special                                                |
| Père Kingmambo 1990                                    | Miesque 1984                                           | Pasadoble                                              | Prove Out                                              |
| Père Kingmambo 1990                                    | Miesque 1984                                           | Pasadoble                                              | Santa Quilla                                           |
| Mère Manfath 1991                                      | Last Tycoon 1983                                       | Try My Best                                            | Northern Dancer                                        |
| Mère Manfath 1991                                      | Last Tycoon 1983                                       | Try My Best                                            | Sex Appeal                                             |
| Mère Manfath 1991                                      | Last Tycoon 1983                                       | Mill Princess                                          | Mill Reef                                              |
| Mère Manfath 1991                                      | Last Tycoon 1983                                       | Mill Princess                                          | Irish Lass                                             |
| Mère Manfath 1991                                      | Pilot Bird 1983                                        | Blakeney                                               | Hethersett                                             |
| Mère Manfath 1991                                      | Pilot Bird 1983                                        | Blakeney                                               | Windmill Girl                                          |
| Mère Manfath 1991                                      | Pilot Bird 1983                                        | The Dancer                                             | Green Dancer                                           |
| Mère Manfath 1991                                      | Pilot Bird 1983                                        | The Dancer                                             | Khazaeen (famille 22-d)                                |